# Tupian
Tupian je velika porodica južnoameričkih Indijanskih jezika rasprostranjena osobito uz atlantsku obalu Brazila i amazanskom slivu, pa na jug do Chaca u Paragvaju i sjevernoj Argentini. Velika porodica Tupian, sastoji se od više porodica, a glavna i najveća je Tupi-Guarani. Prema mitu bijahu dva brata Tupi i Guarani. Oni se raziđoše. Tupi je ostao više na sjeveru, a drugi brat Guarani poveo je svoj narod na jug. Njegovi potomci su današnji paragvajski Guarani. Porodice ove Velike porodice su:
- Arikém
- Awetí
- Yuruna
- Mawe-Satere
- Mondé
- Mundurukú
- Puruborá
- Ramaráma
- Tuparí
- Tupí-Guaraní

Plemena i jezici porodice su (uvijek dobivaju ime po plemenu, ili lokalnoj skupini): Aizuare, Amanage, Amoipira, Amundáwa, Anambe, Anta, Apairande, Apapokuva, Apiaca, Apoto, Ararandeuara, Arauine, Arauiti, Arechane, Aricobe, Arupai, Asurini, Auetö, Avachiripa, Avahuguái, Bonama, Caeté, Caiabi, Caingua, Camacom, Camaiura, Canoeiro, Carima, Catanduva, Catuquinaru, Cauaiua, Chane (Bolivija), Cheiru (Brazil, Praragvaj), Chipaia, Chiriguano (Bolivija, Argentina), Chiripa (Brazil, Paragvaj), Cocama (Peru), Cocamilla (Peru), Cubenepre, Cuperob, Curuaia, Curuzicari, Cussari, Emerillon (Francuska Gijana), Guaiapi, Guaja, Guajajara, Guaracaio, Guarani (Paragvaj, Argentina, Brazil), Guarayu (Bolivija), Guayana (Brazil, Paragvaj), Guayaqui (Paragvaj), Itatin, Itogapuc, Ivapare, Ivytygua, Jacunda, Juruna, Kepkiriwát, Makuráp, Manitsaua, Maue, Mbya, Miranho, Mundurucu, Muriapigtanga, Nhengahiba, Odiahuibe, Oguiva  (Oguauíva), Oiampi (Brazil, French Guiana), Omagua (Brazil, Peru), Pacaja, Paguana, Paiguassu (Paiguaçú), Paiquipiranga, Panh, Paracana, Paranae (Paragvaj), Paranauat, Parintintin, Pauserna (Bolivija), Potiguara, Ramarama, Siriono (Bolivija), Soliman, Tacunhape, Taioba, Taipechichi, Takwatíp, Tamoia, Tamoio, Tanygua (Tañguá), Tapanhuna, Tape, Tapiete (Bolivija, Paragvaj), Tapirape, Tarumã, Tembé, Timimino, Tobajara, Tobatin (Paragvaj), Torá, Tupí, Tupi-Kawahib, Tupina, Tupinambá, Tupinambarana, Tupiniquin, Turiuara, Uaraguassu, Uirafed, Urubu, Zo'é, Zoró. (Brazil ako ne stoji drugačije) 

## Etnolingvistička klasifikacija
Tupi (70 jezika)
Arikém (1)
Arikém
Karitiâna Rondônia, Brazil. 200 (2000 SIL).
Awetí (1)
Auetö Rio Culiseu, Xingú Park, Brazil. 90 (2000 SIL)
Mawe-Satere (1)
Arapium
Maue rijeke Andirá i Maués, između donjeg Tapajósa i donje Madeire, Brazil, 9,000 (1994 SIL).
Mondé (6 jezika*)
Arara do Aripuanã (Arara do Beiradão), Mato Grosso
Aruá* rijeke rio Branco i Guaporé, Rondônia, Brazil. 40 (2000 C. Jensen).
Cinta Larga* ili Široki Pojas, zapadni Mato Grosso, Brazil. 1,000 (1995 SIL).
Gavião do Jiparaná* ili Digüt (Brazil)
Mondé*, rijeka Apidia, Rondônia, Brazil. 30 (1995 AMTB).
Suruí do Jiparaná*,  duž granice Rondônia-Mato Grosso, Brazil. 800 (1994 SIL).
Zoró
Mundurukú (2)
Kuruáya. Pará, Brazil. 147 (1995 AMTB)
Mundurukú Pará i Amazonas, 22 sela, Brazil. 2,000 ili više (1995 SIL).
Puruborá (1)
Puruborá Rio São Miguel, pritoka desne obale Guaporé, Brazil. 50 (1986 SIL).
Ramaráma (2)
Arára de Rondônia Rondônia i Acre, Brazil. 92 (1986 SIL).
Itogapúk Mato Grosso, Brazil. 95 (1986 SIL).
Urumí
Tuparí (4)
Akuntsu
Kanoé Rondônia, Brazil. 30 (1995 SIL).
Makuráp Pororoca Post, Rondônia, Brazil. 114 (1995 AMTB).
Kepkiriwát
Tuparí Pororoca Post, Rondônia, Brazil. 56 ili više (1986 SIL)
Wayoró ili Ajuru Pororoca Post, Rondônia, Brazil. 40 (1986 SIL).
Tupi-Guarani (49)
Guarani (I) (10)
Aché ili Guayakí  (Paragvaj)
Apapocúva
Avahuguái
Catanduva
Cheiru
Chiriguano  (Bolivija)
Chiripá (Paragvaj)
Guaraní, zapadnobolivijski (Bolivija)
Guaraní, paragvajski  (Paragvaj)
Kaiwá ili Cainguá, Brazil, Argentina. 15,500 u obje države.
Mbyá  (Paraguay)
Notobotocudo vidi Xetá.
Oguauíva
Pai Tavytera  (Paragvaj)
Paiguassu (Paiguaçú)
Tañyguá
Tapieté  (Paragvaj)
Yvytyiguá
Xetá Paraná, među Kaingangima, Brazil. 100 do 250 (1986 SIL).
Guarayu-Siriono-Jora (Ii) (3)
Guarayu (Bolivija)
Jorá  (Bolivija)
Sirionó  (Bolivija)
Kamayura (Vii) (1)
Kamayurá  (Brazil)
Kawahíb (Vi) (9)
Amondawa Rondônia, Brazil. 50 (1994 SIL).
Apiacá gornji Rio Tapajos, sjeverni Mato Grosso, Brazil. 65 do 70 (1986 SIL).
Yakarawakta
Diahói
Ipotuát
Júma Amazonas, Rio Açuã, pritoka rijeke Mucuim, Brazil. 7 (1993 Jornal do Brazil); 300 1940.)
Jupaú
Mialat
Morerebi Amazonas, Rio Preto i Marmelos, Brazil.
Paranawát, Rondônia, pritoke rijeka Jiparaná (Machado) i Sono River, Brazil. 50 do 100 (1986 SIL). Jezik nestao
Takwatíp
Tenharim Rondônia i Amazonas, Brazil. Više skupina. 345 s 13 Diahói (1994 SIL).
Tukumanféd Rondônia, Brazil, na ušću Cacoala, pritoke Jiparaná. 50 ili manje (1959 D. Ribeiro).
Uru-Eu-Wau-Wau Rondônia, Brazil. 100 (1995 AMTB)
Wiraféd ili Uirafed (Brazil)
Yabutiféd
Kayabi-Arawete (V) (3)
Araweté  (Brazil)
Asuriní do Xingú (Brazil)
Kayabí (Brazil)
Oyampi (Viii) (8)
Amanayé  (Brazil)
Ararandeuara
Anambé  (Brazil)
Emerillon (Francuska Gijana)
Guajá  (Brazil)
Poturu ili Zo'é (Brazil)
Urubu  (Brazil)
Wayampi, Amapari (Brazil)
Wayampi, Oiapoque (Francuska Gijana)
Pauserna (1)
Pauserna  (Bolivija)
Tenetehara (Iv) (8)
Asuriní (Brazil)
Avá-Canoeiro (Brazil)
Cara Preta
Guajajára (Brazil)
Parakanã  (Brazil)
Suruí do Pará  (Brazil)
Tapirapé  (Brazil)
Tembé (Brazil)
Turiwára (Brazil)
Tupi (Iii) (6)
Aizuare
Amoipira
Cocama-Cocamilla, od Cocama i Cocamilla  (Peru)
Nheengatu jezik (Brazil)
Omagua  (Peru)
Paguana
Potiguára  (Brazil)
Temiminó
Tupinambá  (Brazil)
Tupinambarana
Tupinikin  (Brazil)
Aurá
Yuruna (2)
Manitsawa (1)
Manitsauá  (Brazil)
Yuruna-Chipaya (1)
Jurúna  (Brazil)
Chipaya ili Shipaya
neklasificirani (1)
Yuqui  (Bolivia)

## Vanjske poveznice
- Ethnologue (14th)
- Ethnologue (15th)
- Ethnologue (16th)
- Alain Fabre  Arhivirana inačica izvorne stranice od 25. studenoga 2012. (Wayback Machine)
- Tronco Tupiano
- Tree for Tupi  Arhivirana inačica izvorne stranice od 27. listopada 2008. (Wayback Machine)